# Пасажирське судно

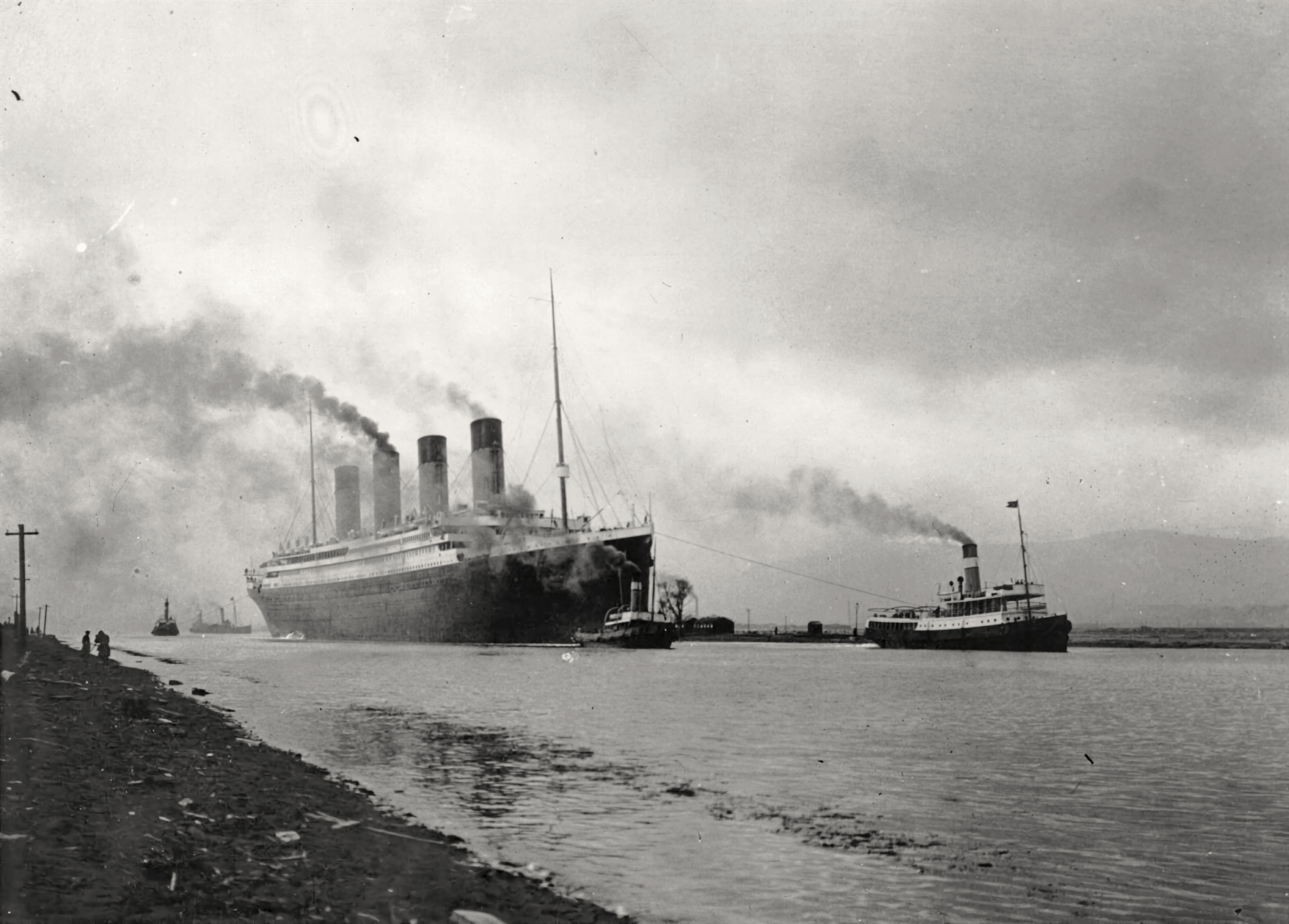
Океанський лайнер «Титанік»

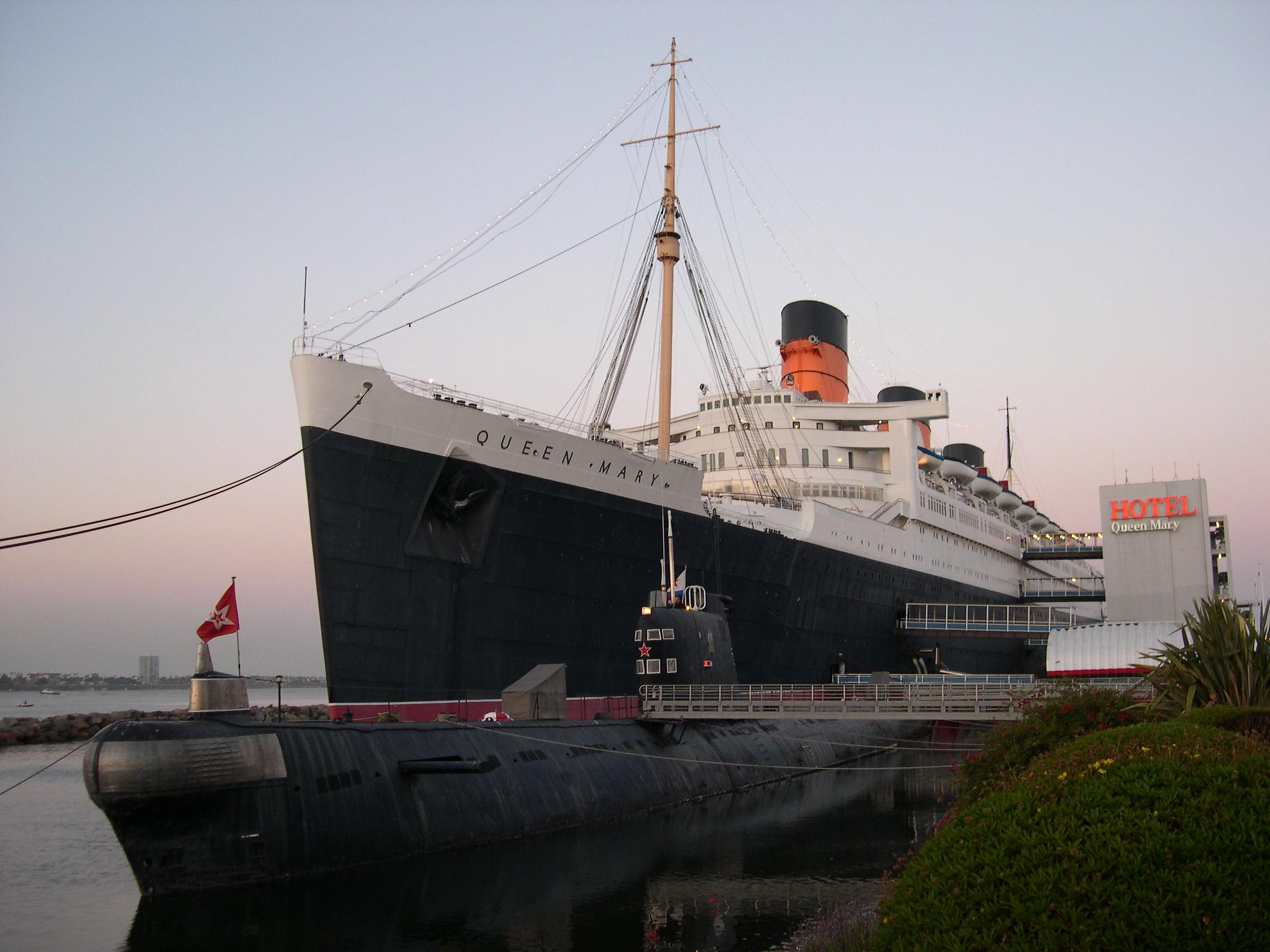
Океанський лайнер Queen Mary

Океанський лайнер «Квін Мері» 2

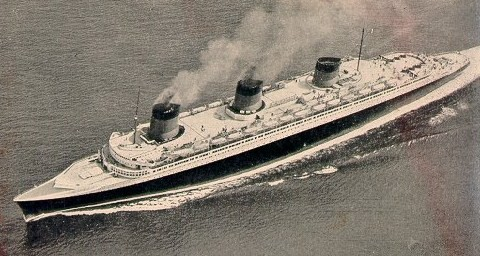
Океанський лайнер «Нормандія»

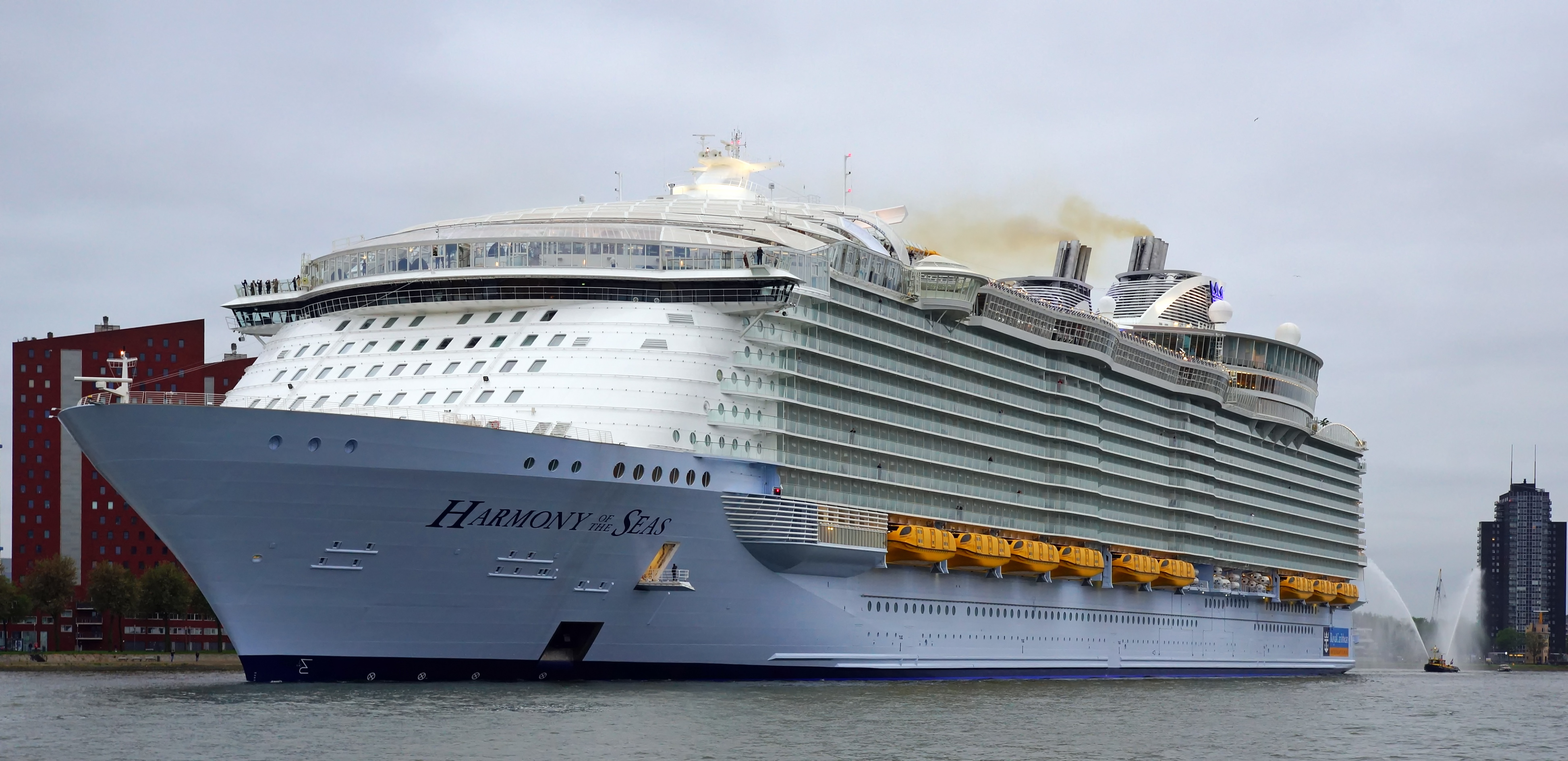
Круїзний лайнер «Гармонія морів» — найбільше пасажирське судно у світі. 2017 рік

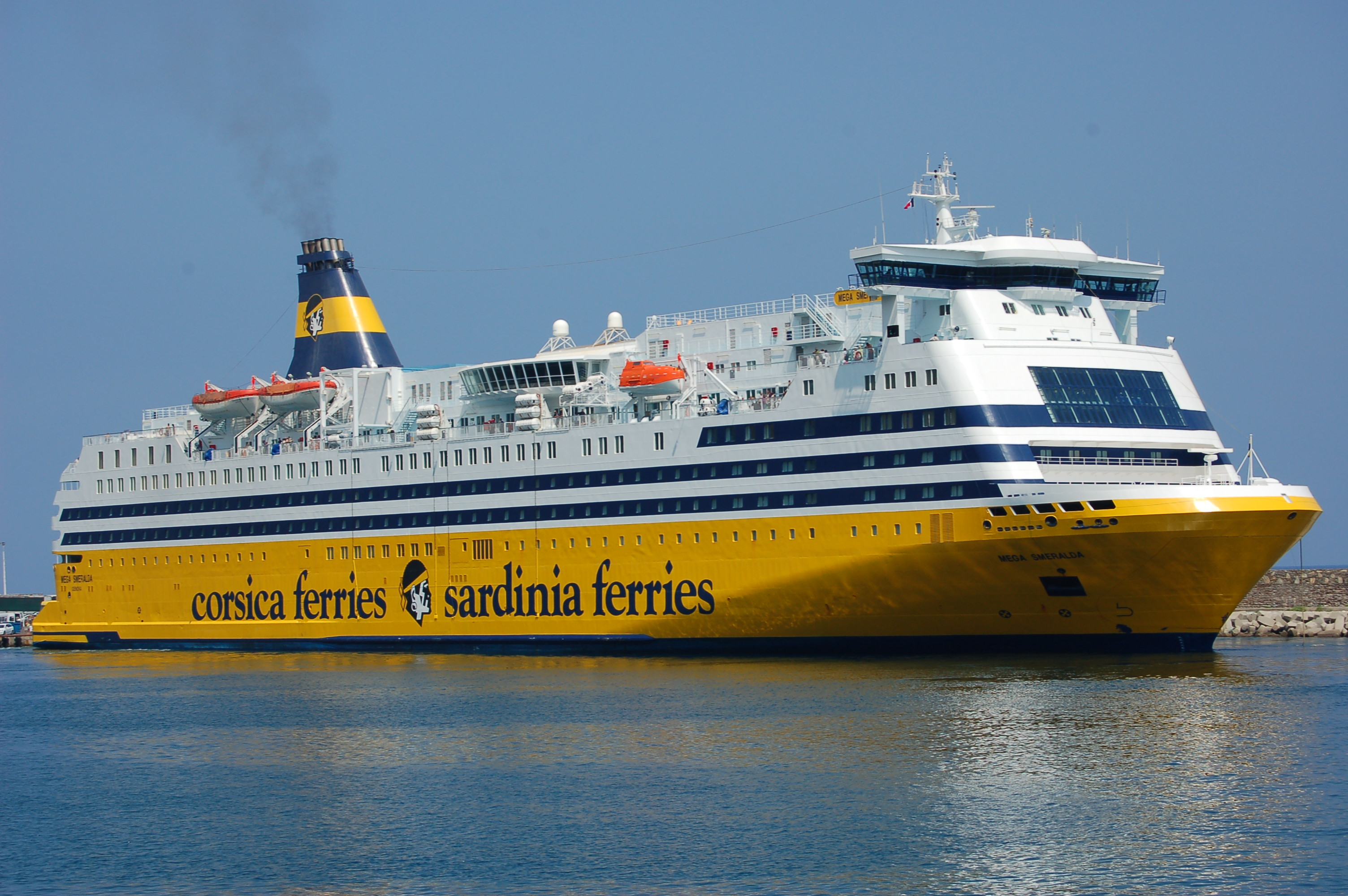
Великий морський пором «Мега Смеральда»

Пасажирське судно — транспортне судно, призначене для перевезення пасажирів (щонайменше 12 осіб) та їхнього багажу по водній поверхні. До типу пасажирських суден не відносять торговельні або транспортні судна, які спроможні розмістити обмежену кількість пасажирів, і для яких перевезення пасажирів є другорядною функцією.
Пасажирські судна розрізняють морського, річкового, змішаного (морського та річкового) плавання, для близьких та далеких перевезень. На великих пасажирських суднах може розміщуватись більше за 2 000 чоловіків.
Особливістю сучасних пасажирських суден є наявність декількох палуб, розвинутої надбудови та відкритих ділянок палуб, комфортабельність приміщень для пасажирів.
З першої половини XX століття світовими лідерами в галузі будівництва пасажирських суден стали будуватись судна-гіганти пасажиромісткістю до 4 000 осіб. У 1927—1940 роках побудовані великі трансатлантичні лайнери «Нормандія» та «Квін Мері», в 1950-1960-ти роки — «Юнайтед Стейтс», «Франс», «Квін Елізабет».
Зазвичай пасажирські судна використовують в інтересах торговельного флоту, в разі необхідності вони можуть використовуватись як військові транспортні судна для перевезення військ тощо.